# کالج (فیلم ۲۰۰۸)
«کالج» (انگلیسی: College (2008 film)) فیلمی در ژانر کمدی است که در سال ۲۰۰۸ منتشر شد. از بازیگران آن می‌توان به دریک بل، آندراش کالدول، و هیلی بنت اشاره کرد.